# 杜曲镇
杜曲镇，是中华人民共和国河南省漯河市临颍县下辖的一个乡镇级行政单位。

## 行政区划
杜曲镇下辖以下地区：
杜街村、周庄村、长枪王村、朱集村、前韩村、大车张村、后韩村、湾陶村、贾徐王村、刘庄村、赵庄村、郝路口村、西街村、东街村、北徐庄村、郭庄村、吕集村、申安张村、大于庄村、小于庄村、大孟村、大李集村、小李庄村、木掀王村、龙堂村、三朱村、金赵村、贾庄村、岗张村和河董村。